# Circonscription de Petrie
Pour les articles homonymes, voir Petrie.
La circonscription de Petrie est une circonscription électorale fédérale australienne dans le Queensland. Elle a été créée en 1949 et elle porte le nom d'Andrew Petrieun ingénieur et explorateur qui fut le premier colon européen libre de Brisbane.
Elle s'étend sur la lointaine banlieue nord de Brisbane (quartiers de Bald Hills, Bracken Ridge, Bridgeman Downs, Carseldine, Chermside Ouest, Fitzgibbon, McDowall et partiellement ceux d'Aspley, Everton Park et Stafford Heights), la totalité de l'ancienne ville de Redcliffe (Clontarf, Kippa-Ring, Margate, Redcliffe, Rothwell, Scarborough et Woody Point) et une petite partie de l'ancien comté de Pine Rivers (parties de Mango Hill et Griffin).

## Représentants
| Nom              | Parti            | Période de mandat |
| ---------------- | ---------------- | ----------------- |
| Alan Hulme       | Libéral          | 1949–1961         |
| Reginald O'Brien | Travailliste     | 1961–1963         |
| Alan Hulme       | Libéral          | 1963–1972         |
| Marshall Cooke   | Libéral          | 1972–1974         |
| John Hodges      | Libéral          | 1974–1983         |
| Deane Wells      | Travailliste     | 1983–1984         |
| John Hodges      | Libéral          | 1984–1987         |
| Gary Johns       | Travailliste     | 1987–1996         |
| Teresa Gambaro   | Libéral          | 1996–2007         |
| Yvette D'Ath     | Travailliste     | 2007–2013         |
| Luke Howarth     | Libéral National | 2013–en cours     |

## Résultats des élections
| Parti                            | Parti                        | Candidat                     | Voix    | %     | ±     |
| -------------------------------- | ---------------------------- | ---------------------------- | ------- | ----- | ----- |
|                                  | Libéral national             | Luke Howarth (en)            | 46 325  | 43,49 | −4,62 |
|                                  | Travailliste                 | Mick Denton                  | 31 972  | 30,02 | −0,84 |
|                                  | Verts                        | Will Simon                   | 12 169  | 11,42 | +2,68 |
|                                  | UAP                          | Kelly Guenoun                | 5 914   | 5,55  | +2,24 |
|                                  | Une nation                   | Marcus Mitchell              | 5 613   | 5,27  | −2,25 |
|                                  | AJP                          | Chris Cicchitti              | 2 331   | 2,19  | +2,19 |
|                                  | Démocrates libéraux          | Anneke Wilson                | 2 189   | 2,06  | +2,06 |
| Total des suffrages exprimés     | Total des suffrages exprimés | Total des suffrages exprimés | 106 513 | 96,46 | +0,08 |
| Votes nuls                       | Votes nuls                   | Votes nuls                   | 3 913   | 3,54  | −0,08 |
| Participation                    | Participation                | Participation                | 110 426 | 88,46 | −2,84 |
| Résultat de préférence bipartite |                              |                              |         |       |       |
|                                  | Libéral national             | Luke Howarth (en)            | 57 981  | 54,44 | −3,96 |
|                                  | Travailliste                 | Mick Denton                  | 48 532  | 45,56 | +3,96 |
|                                  | Libéral national retenir     | Libéral national retenir     | Swing   | −3,96 |       |